# Taça Cidade de São Paulo (Nacional)
A Taça Cidade de São Paulo (Nacional) mais conhecida como Taça Cidade São Paulo, foi jogada no ano de 1940, para a inauguração do Estádio do Pacaembu, e em 1976, quando foi organizado pelo São Paulo Futebol Clube.
A Taça Cidade de São Paulo de 1977 foi o troféu dado ao campeão do primeiro turno do Campeonato Paulista (Botafogo-SP). Portanto, não foi um torneio autônomo, tampouco nacional.

## Campeões
| Ano  | Campeão     | Placar | Vice-campeão  | 3º Lugar         | 4º Lugar    |
| ---- | ----------- | ------ | ------------- | ---------------- | ----------- |
| 1940 | Palmeiras   | 2 — 1  | Corinthians   | Atlético Mineiro | Coritiba    |
| 1976 | São Paulo   | 1 — 0  | Internacional | Flamengo         | Corinthians |
| 1977 | Botafogo-SP | 0 — 0  | São Paulo     | Palmeiras        | Guarani     |